# فلوئوروکربن

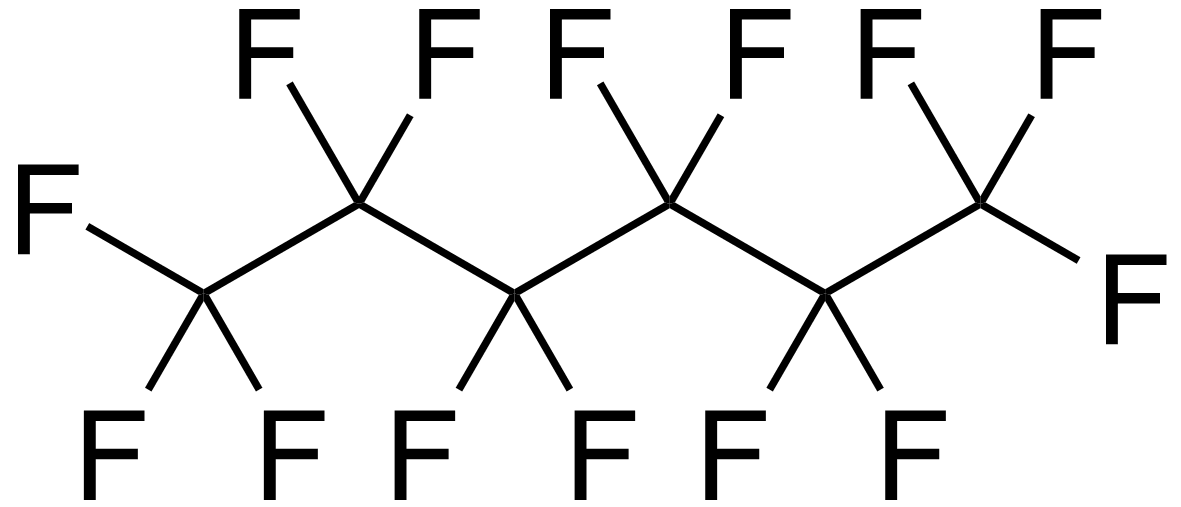
پرفلوئوروهگزان ترکیبی پایدار است که در دمای اتاق به صورت مایع است.

پرفلورو ایزوبوتن ترکیبی فعال و سمی است که در دمای اتاق به صورت گاز است.

فلوئوروکربن ها(به انگلیسی: Fluorocarbon) به دسته ای از ترکیبات شیمیایی گفته می‌شود که تنها شامل اتم های کربن و فلوئور هستند.این ترکیبات مانند آلکان ها و آلکین ها هستند که به جای اتم هیدروژن در آن، اتم فلوئور نشسته است.البته ترکیبات شامل پیوند یگانه کربن-فلوئور به نسبت پایدارتر هستند.